# Clathroneuria arapahoe
Clathroneuria arapahoe är en insektsart som beskrevs av Banks 1938. Clathroneuria arapahoe ingår i släktet Clathroneuria och familjen myrlejonsländor. Inga underarter finns listade i Catalogue of Life.